# Вознесенка Перша
Вознесенка Перша (на украински: Вознесенка Перша) е село в южна Украйна, административен център на селски съвет Вознесенка Перша в Болградски район на Одеска област. Населението му според преброяването през 2001 г. е 1044 души.

## Население

### Езици
Численост и дял на населението по роден език, според преброяването на населението през 2001 г.:
| Роден език | Численост | Дял (в %) |
| Общо       | 1044      | 100.00    |
| Руски      | 929       | 88.98     |
| Украински  | 60        | 5.74      |
| Български  | 28        | 2.68      |
| Молдовски  | 20        | 1.91      |
| Гагаузки   | 2         | 0.19      |
| Унгарски   | 1         | 0.09      |
| Други      | 4         | 0.38      |